# Rumania en los Juegos Europeos de Cracovia 2023
Rumanía participó en los Juegos Europeos de Cracovia 2023 con un equipo de 150 deportistas. Responsable del equipo nacional fue el Comité Olímpico y Deportivo Rumano.

## Medallistas
El equipo de Rumanía obtuvo las siguientes medallas:
| Nombre                                          | Deporte             | Competición          |
| ----------------------------------------------- | ------------------- | -------------------- |
| Oro                                             |                     |                      |
| Claudia Bobocea                                 | Atletismo           | 1500 m F             |
| Vlad Dascălu                                    | Ciclismo de montaña | Campo a través M     |
| Bernadette Szőcs                                | Tenis de mesa       | Individual F         |
| Adina Diaconu Andreea Dragoman Bernadette Szőcs | Tenis de mesa       | Equipo F             |
| Apor Gyoergydeak                                | Teqball             | Individual M         |
| Kinga Barabasi                                  | Teqball             | Individual F         |
| Plata                                           |                     |                      |
| Daniela Stanciu                                 | Atletismo           | Salto de altura F    |
| Bianca Ghelber                                  | Atletismo           | Martillo F           |
| Lăcrămioara Perijoc                             | Boxeo               | Gallo (54 kg) F      |
| Ilinca Pantiș                                   | Esgrima             | Sable individual F   |
| Cătălin Chirilă                                 | Piragüismo          | C1 500 m M           |
| Kinga Barabasi Katalin Dako                     | Teqball             | Dobles F             |
| Bronce                                          |                     |                      |
| Andrea Miklós                                   | Atletismo           | 400 m F              |
| Mălina Călugăreanu                              | Esgrima             | Florete individual F |
| Ștefan Comănescu                                | Karate              | Kumite –67 kg M      |
| Elizabeta Samara                                | Tenis de mesa       | Individual F         |
| Ovidiu Ionescu Bernadette Szőcs                 | Tenis de mesa       | Dobles mixto         |